# Береговые острова
Береговы́е острова — группа островов в составе архипелага Северная Земля (Россия). Административно относятся к Таймырскому Долгано-Ненецкому району Красноярского края.
Расположены в центральной части архипелага у побережья острова Большевик в северной части бухты Амба.
Состоят из двух островов — Большой и Малый, лежащих на расстоянии около километра друг ото друга. Остров Большой (более крупный) лежит южнее, остров Малый (меньших размеров) — севернее. Имеют вытянутую вдоль берегов острова Большевик форму, без существенных возвышенностей.

## Карта
- Лист карты T-47-X,XI,XII фьорд Марата. Масштаб: 1 : 200 000. Состояние местности на 1982 год. Издание 1992 г.